# Michelbach an der Bilz
Michelbach an der Bilz – miejscowość i gmina w Niemczech, w kraju związkowym Badenia-Wirtembergia, w rejencji Stuttgart, w regionie Heilbronn-Franken, w powiecie Schwäbisch Hall, wchodzi w skład wspólnoty administracyjnej Schwäbisch Hall. Leży nad rzeką Kocher, ok. 5 km na południe od Schwäbisch Hall.